# Hamburg Open 2024 - Qualificazioni singolare femminile
Le qualificazioni del singolare femminile del Hamburg Open 2024 sono state un torneo di tennis preliminare per accedere alla fase finale della manifestazione disputate il 4 agosto 2024. Le vincitrici dell'ultimo turno entreranno di diritto nel tabellone principale. In caso di ritiro di una o più giocatrici aventi diritto, a queste subentreranno le lucky loser, ossia le giocatrici che perderanno nell'ultimo turno ma che avevano una classifica più alta rispetto alle altre partecipanti che avevano comunque perso nel turno finale.

## Teste di serie
1. Elsa Jacquemot (ultimo turno)
2. Jil Teichmann (ultimo turno, ritirata)

1. Anastasija Soboljeva (qualificata)
2. Marie Benoît (qualificata)

## Qualificate
1. Dejana Radanović
2. Anna Petkovic

1. Anastasija Soboljeva
2. Marie Benoît

## Tabellone

### Sezione 1
|  | Ultimo turno |                  |   |   |  |  |
|  |              |                  |   |   |  |  |
|  | 1            | Elsa Jacquemot   | 5 | 0 |  |  |
|  |              | Dejana Radanović | 7 | 6 |  |  |

### Sezione 2
|  | Ultimo turno |               |   |   |  |  |
|  |              |               |   |   |  |  |
|  | 2            | Jil Teichmann | 5 | r |  |  |
|  | WC           | Anna Petkovic | 7 |   |  |  |

### Sezione 3
|  | Ultimo turno |                      |   |   |  |  |
|  |              |                      |   |   |  |  |
|  | 3            | Anastasija Soboljeva | 6 | 6 |  |  |
|  |              | İpek Öz              | 3 | 1 |  |  |

### Sezione 4
|  | Ultimo turno |              |   |   |    |  |
|  |              |              |   |   |    |  |
|  | 4            | Marie Benoît | 3 | 6 | 7  |  |
|  | WC           | Mara Guth    | 6 | 2 | 67 |  |